# Họ Bứa
Họ Bứa hay họ Măng cụt (danh pháp khoa học: Clusiaceae) (còn gọi là Guttiferae, được Antoine Laurent de Jussieu đưa ra năm 1789), là một họ thực vật có hoa bao gồm khoảng 27-28 chi và 1.050 loài (theo định nghĩa của APG II) hay chỉ chứa 14 chi với 595 loài (theo định nghĩa của APG III) các cây thân gỗ hay cây bụi, thông thường có nhựa mủ vàng và quả hay quả nang để lấy hạt. Theo định nghĩa của hệ thống AGP II và hệ thống APG III thì họ này thuộc về bộ Sơ ri (Malpighiales). Lưu ý là chi Clusia có lẽ không có mặt tại Việt Nam, nên tên gọi của họ này trong tiếng Việt lấy theo tên chi Garcinia.

## Phân loại
Họ Clusiaceae được Cronquist chia ra thành 2 phân họ: Clusioideae (phân họ điển hình) và Hypericoideae. Phân họ sau thường được coi là một họ độc lập với danh pháp Hypericaceae (họ Ban). Các loài trong phân họ Hypericoideae là phổ biến tại khu vực ôn đới Bắc bán cầu hơn trong khi các loài trong phân họ Clusioideae lại tập trung tại khu vực nhiệt đới.
Hệ thống APG II năm 2003 coi Hypericoideae là một họ riêng với danh pháp Hypericaceae, tách phân họ Clusioideae theo nghĩa Cronquist thành 2 phân họ là Clusioideae nghĩa hẹp và Kielmeyeroideae. Hệ thống APG III năm 2009 tách phân họ Kielmeyeroideae ra thành họ riêng có danh pháp Calophyllaceae:
Theo Ruhfel et al. (2011) 
Tông Clusieae
- Chrysochlamys
- Clusia
- Dystovomita
- Tovomita
- Tovomitopsis

Tông Garcinieae
- Allanblackia
- Garcinia (bao gồm Rheedia) - bứa, măng cụt

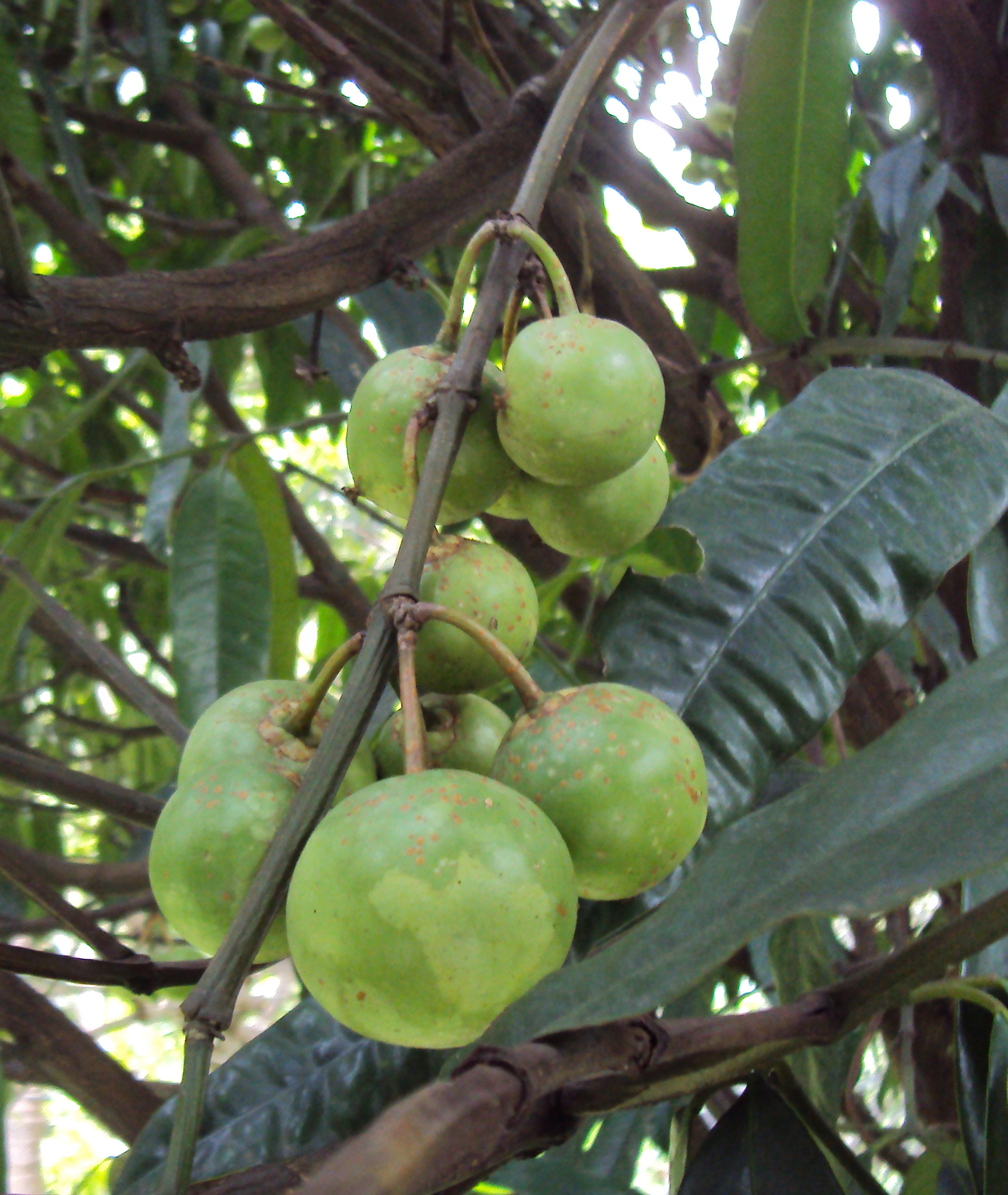
Garcinia tinctoria

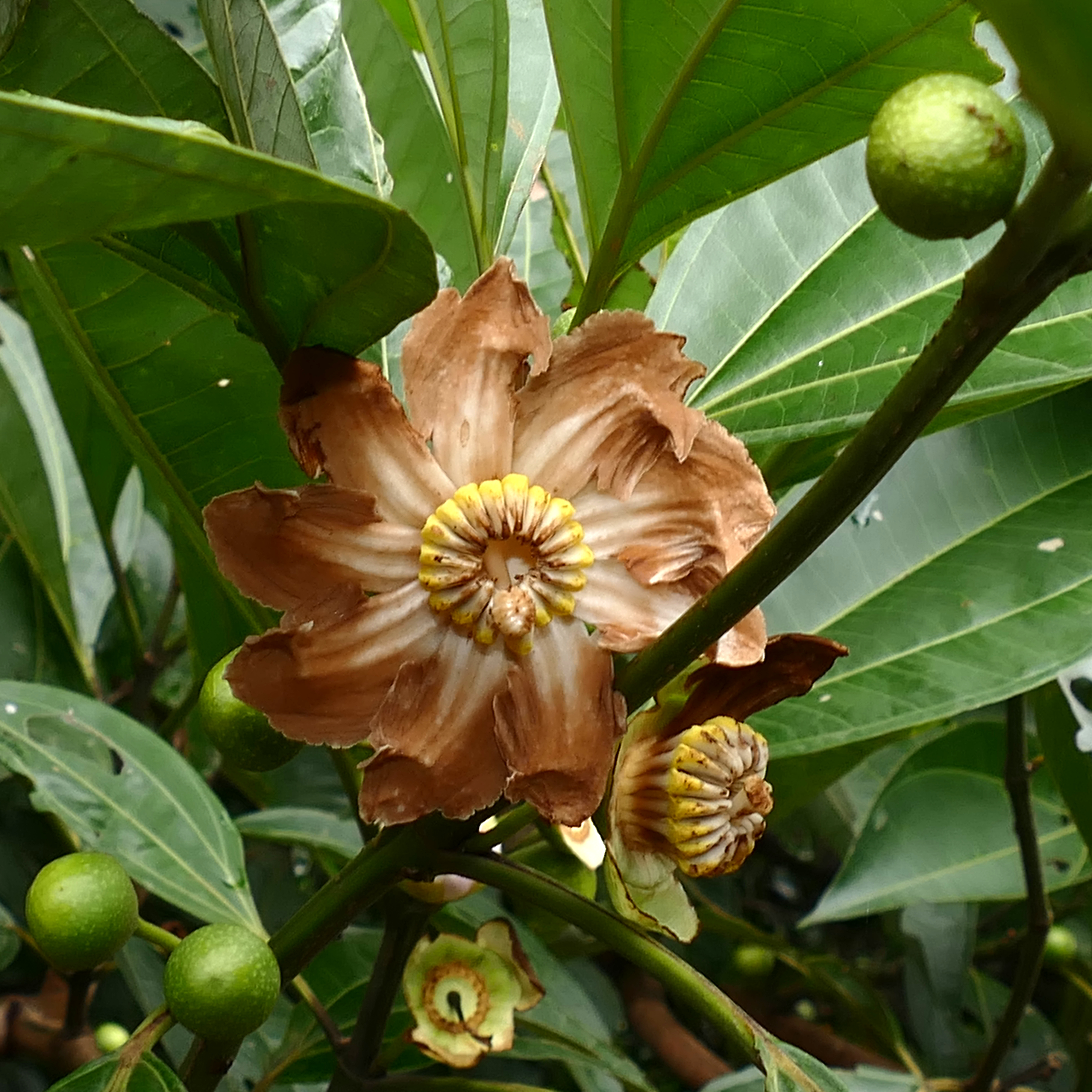
Clusia grandiflora

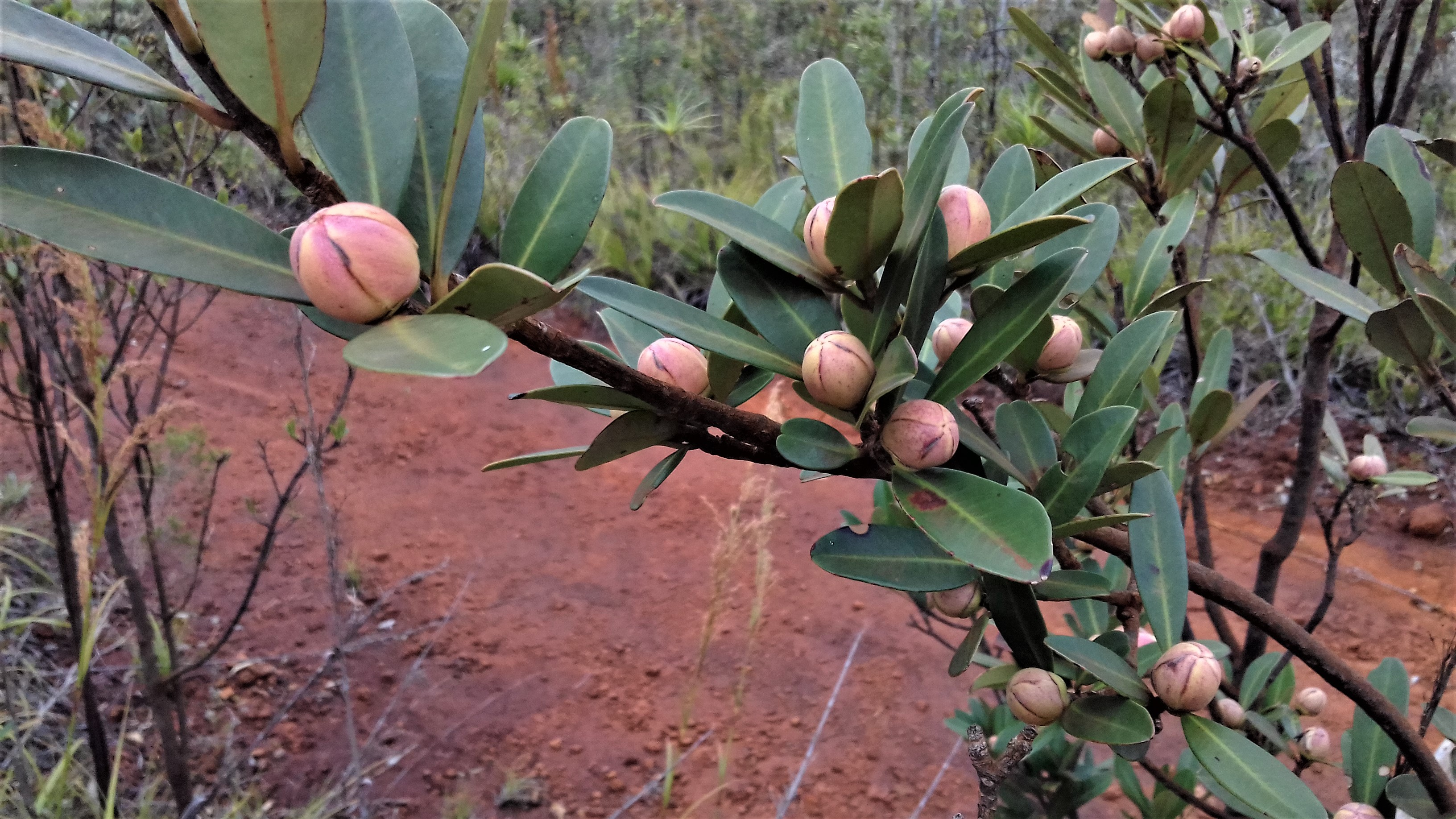
Montrouziera sphaeroidea

Tông Symphonieae
- Lorostemon
- Montrouziera
- Moronobea
- Pentadesma
- Platonia
- Symphonia
- Thysanostemon